# Lengyelország hőmérsékleti rekordjainak listája
Lengyelország hőmérsékleti rekordjainak listája az ország hőmérsékleti szélsőértékeit tartalmazza. Az országban mért eddigi legmagasabb júniusi hőmérsékleti érték 38,2 Celsius-fok volt, amelyet Radzyń településen mértek 2019. június 26-án. 

## Lengyelország hőmérsékleti rekordjainak listája

### Január
| Január |            |          |      |            |          |    |
| Nap    | Minimum °C | Helyszín | Év   | Maximum °C | Helyszín | Év |
| 11.    | -41,0      | Siedlce  | 1940 | --         | --       | -- |

### Június
A korábbi júniusi hőmérsékleti rekordot, 38,0 Celsius-fokot, 1935-ben mérték Wroclawban.
| Június |            |          |    |            |          |      |
| Nap    | Minimum °C | Helyszín | Év | Maximum °C | Helyszín | Év   |
| 26.    | --         | --       | -- | +38,2      | Radzyń   | 2019 |

### Július
| Július |            |          |    |            |          |      |
| Nap    | Minimum °C | Helyszín | Év | Maximum °C | Helyszín | Év   |
| 29.    | --         | --       | -- | 40,2       | Pruszków | 1921 |